# Lampona ooldea
Lampona ooldea is een spinnensoort uit de familie Lamponidae. De soort komt voor in Zuid-Australië en Victoria.